# Fisklösa (Lommaryds socken, Småland)
Fisklösa är en sjö i Aneby kommun i Småland och ingår i Motala ströms huvudavrinningsområde.